# Wang Hao (atlet paralimpic)
Wang Hao (n. 1 iunie 1995) este un sportiv ce a reprezentat Republica Populară Chineză, medaliat olimpic. A participat la 2 ediții ale Jocurilor Paraimpice (2020, 2024) în care a câștigat o medalie de aur și o medalie de argint.